# 逆向行駛

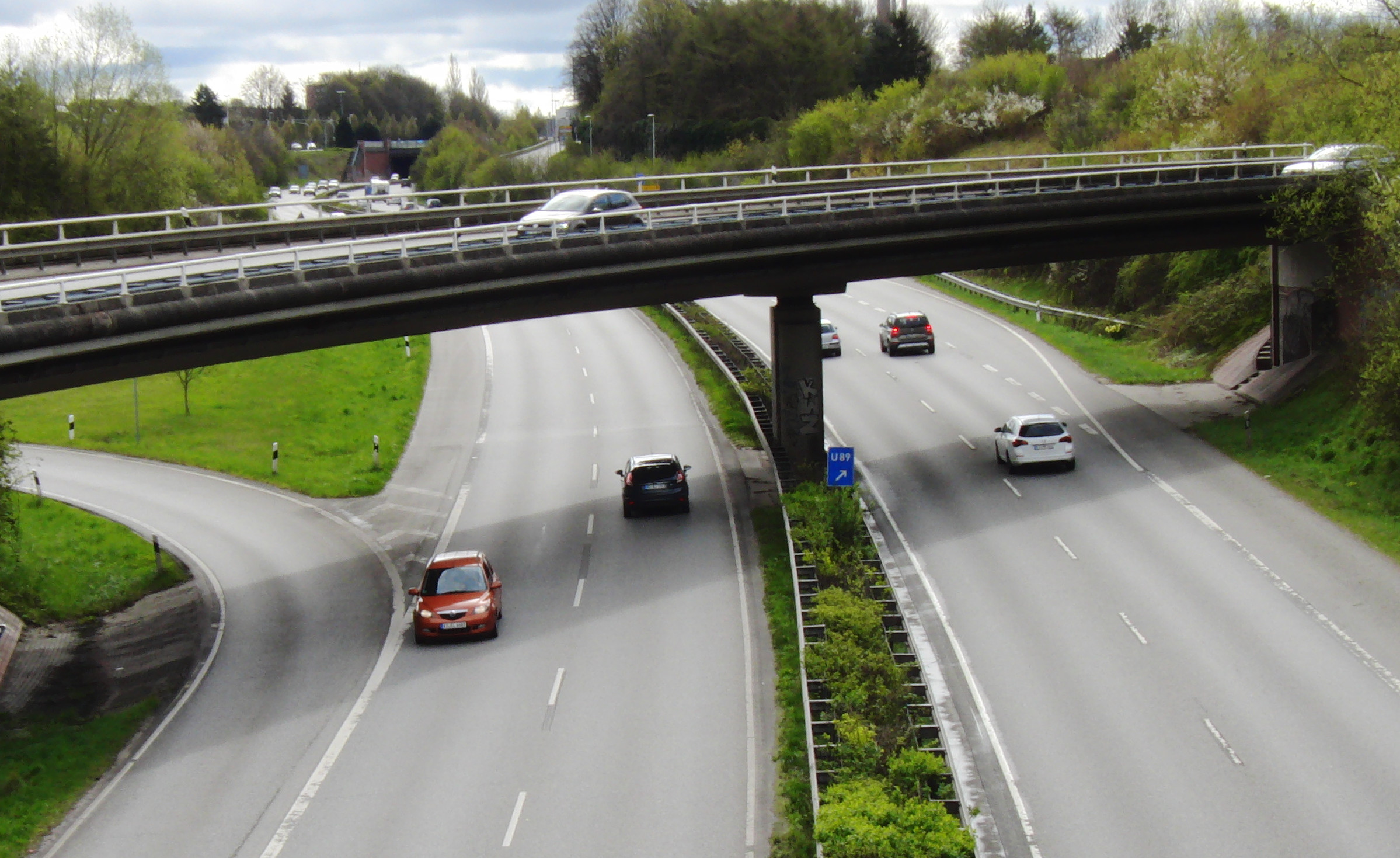
2017年，出現在德國的一宗逆向行駛事件

逆向行駛是指人們逆着交通方向驾驶機動車輛或非機動車的行为。人們在单行道或多行道上都有可能逆向行駛，也可以发生在停車場和停车库里，出現逆向行駛的原因可能是由于驾驶员注意力不集中、為了抄近路故意為之、尋求刺激，也可能是由于道路交通標誌混乱所造成的，或者是来自靠右行駛国家的驾驶员不习惯在靠左行駛的国家驾驶因而出錯，反之亦然。在一些國家，逆向行駛將會受到罰款。